# Giovanni I. Corner

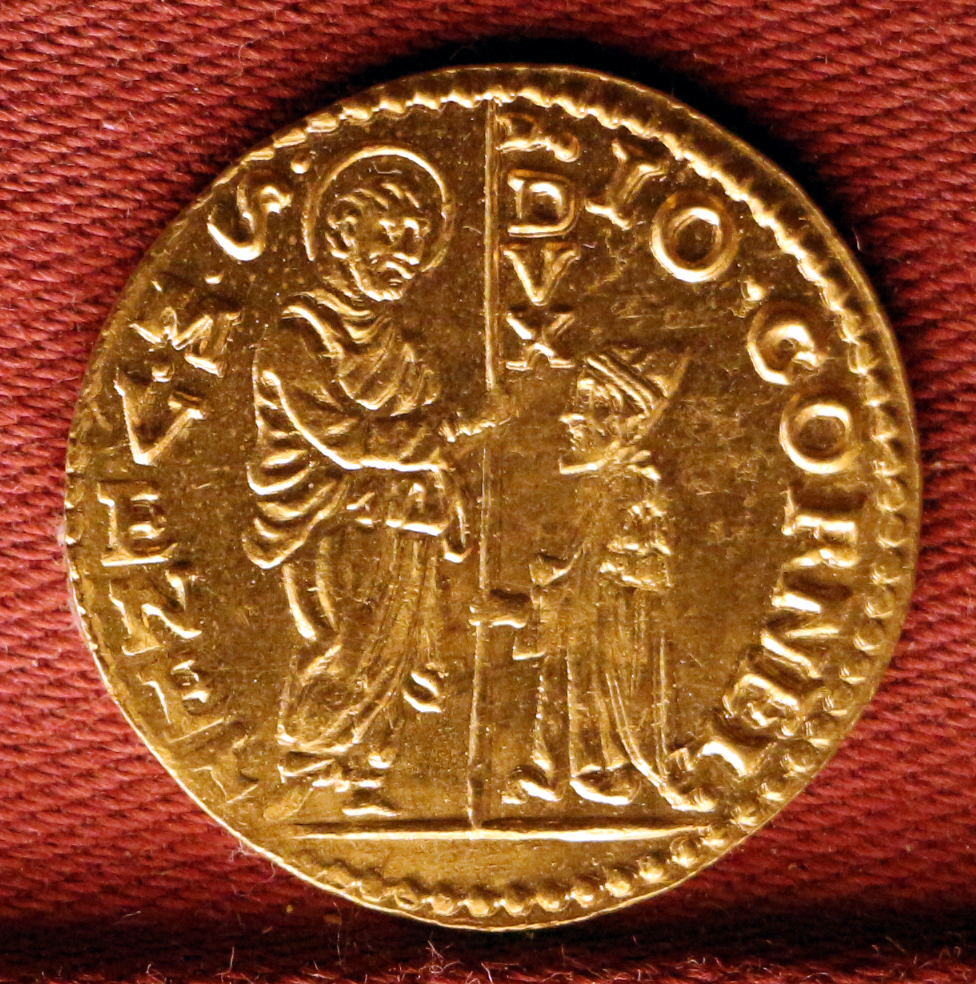
Unter Corner geprägter Dukaten mit der traditionellen Darstellung des Dogen, kniend vor dem hl. Markus, dem Schutzpatron Venedigs

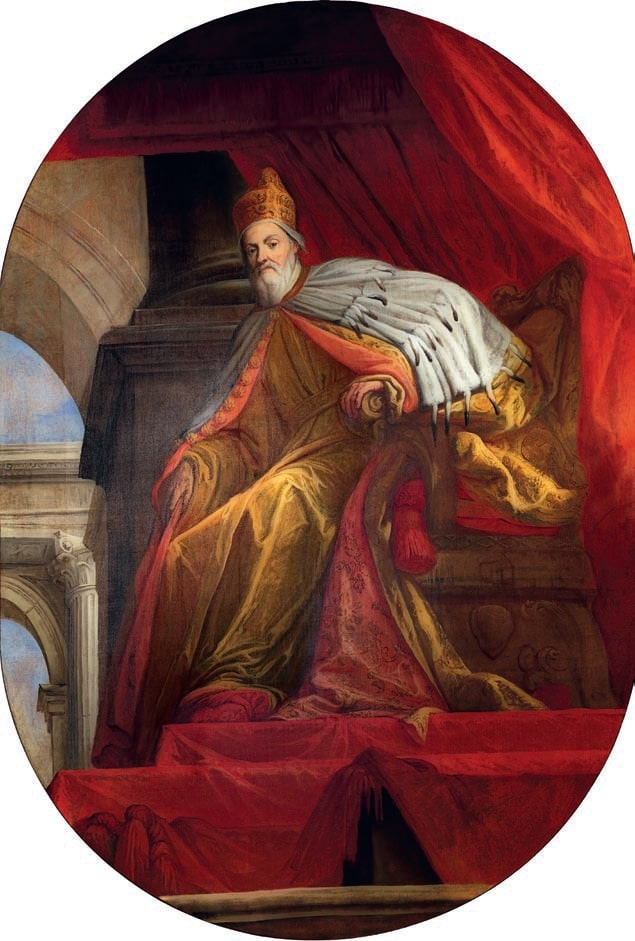
Sebastiano Ricci (1659–1734): Giovanni I. Cornaro, Historienmalerei

Giovanni I. Corner, auch Cornaro genannt (* 11. November 1551 in Venedig; † 23. Dezember 1629 ebenda), war, folgt man der Zählweise der staatlich gesteuerten Geschichtsschreibung der Republik Venedig, ihr 96. Doge.
Giovanni Corner verfügte über ein großes Vermögen. Seine Ämterlaufbahn, die bereits 1571 begann, hatte ihre Schwerpunkte weniger im Kolonialreich als in der Terraferma, dem oberitalienischen Festland, wo er in Verona, Padua und Brescia in höchste Funktionen gewählt wurde. Daneben wurde er mit Aufgaben innerhalb Venedigs, wie etwa im Bereich der Marktaufsicht oder der Staatsfinanzen befasst, ebenso mit beratenden Aufgaben in den führenden Gremien. Schließlich wurde er immer wieder in den Senat gewählt. 1609 wurde er Prokurator von San Marco und kandidierte sechs Jahre später zum ersten Mal für das Amt des Dogen.
Corner regierte vom 4. Januar 1625 bis zu seinem Tod fast fünf Jahre lang. Er ignorierte die Bestimmungen seines Amtseids gegen Nepotismus, wodurch Venedig an den Rand des Bürgerkriegs geriet.

## Familie
Die Corner gehörten zu den, ältesten, reichsten und einflussreichsten Familien der Stadt. Sie hatten ihr Vermögen vor allem durch Geldverleih gewonnen. Aus der Familie waren vier Dogen hervorgegangen, außer Giovanni I.Corner die Dogen Marco Corner, Francesco Corner und Giovanni II. Corner. Ein berühmtes Mitglied der Familie war Caterina Corner, von der Serenissima als Tochter adoptiert und zwischen 1474 und 1489 Königin von Zypern. Im 17. Jahrhundert fiel die Familie vor allem wegen ihrer Skrupellosigkeit und ihrer schamlosen Günstlingswirtschaft auf.
Giovanni Corner wurde als zweiter der vier Söhne des Marcantonio di Giovanni und der Cecilia Contarini di Giustiniano geboren. Er heiratete am 10. Februar 1578 Chiara Dolfin, die ebenfalls aus einer Dogenfamilie (Giovanni Dolfin) stammte. Das Paar hatte sieben Söhne und sechs Töchter. Die Söhne waren Marcantonio und Lorenzo, die allerdings früh starben, dann Federico, Marcantonio, Francesco, Alvise und Giorgio. Die Töchter waren Cornelia, die Antonio Bragadin heiratete, und ihre Schwestern, die allesamt ins Kloster gingen, nämlich Bianca, Aurora, Cristina, Maffiola und Chiaretta.

## Leben

### Vermögen, Landbesitz

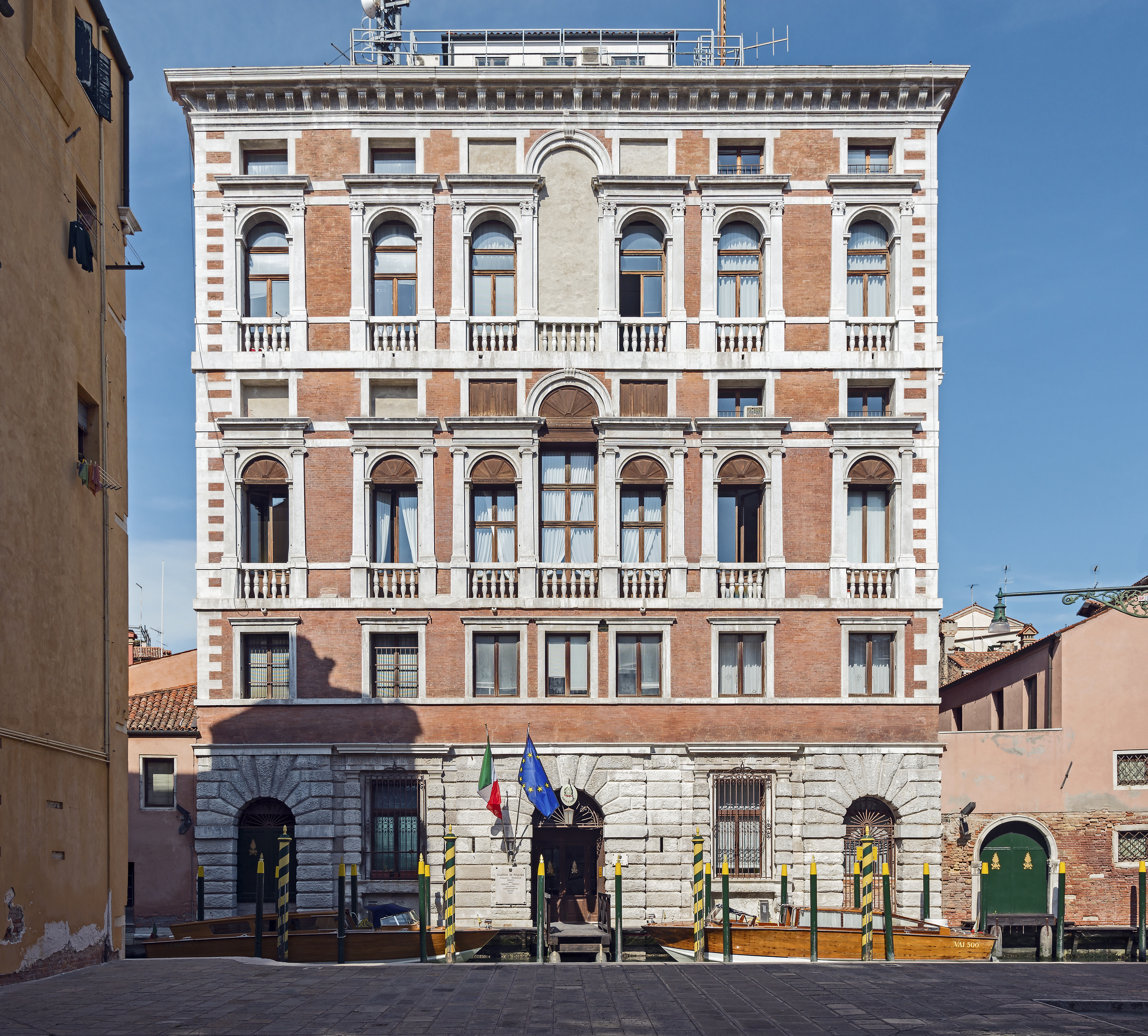
Der Palazzo Corner Mocenigo in der Gemeinde San Polo war Sitz des nach dieser venezianischen Insel, dem angrenzenden Platz und der Kirche benannten Zweigs der Corner-Familie

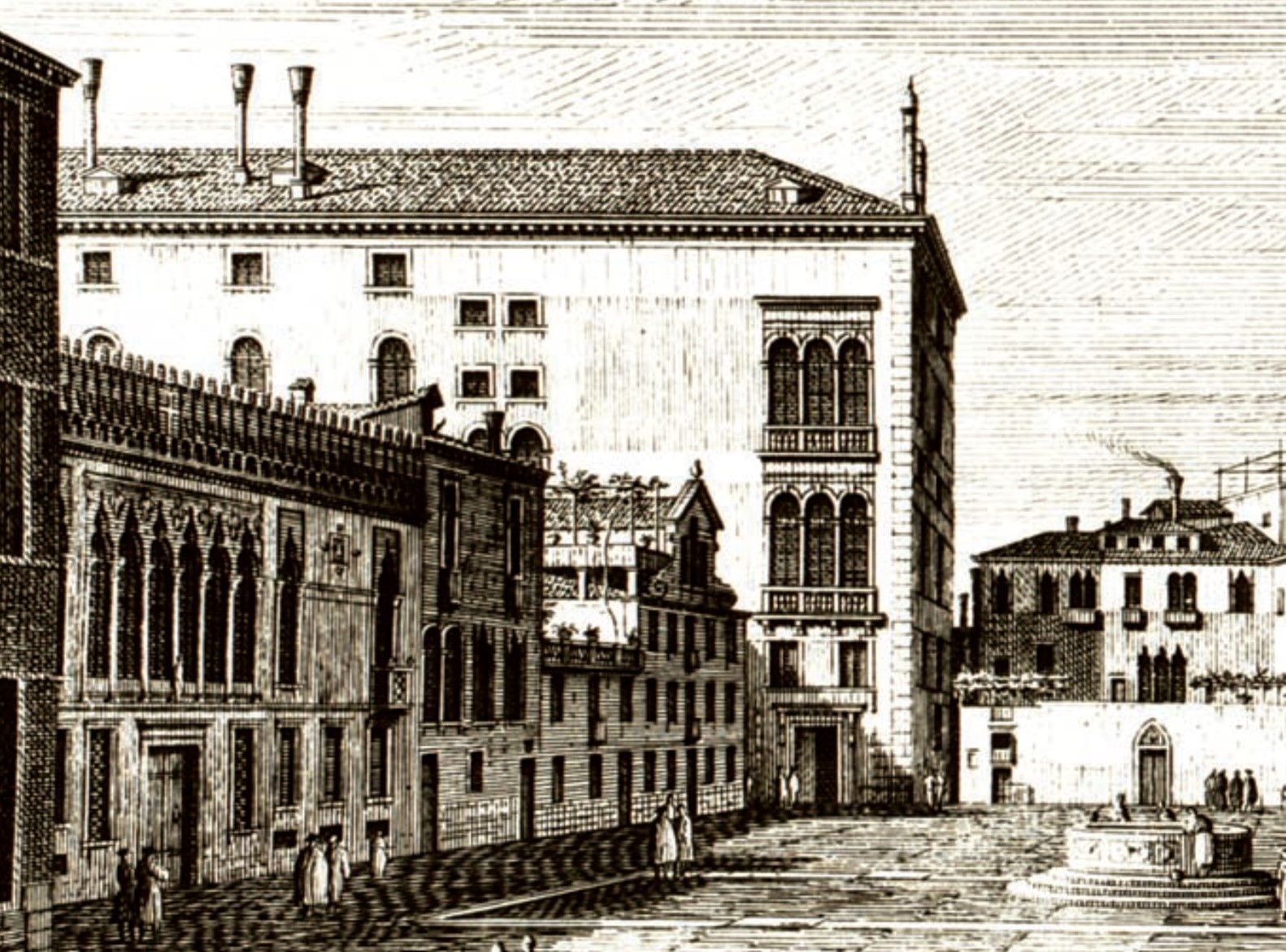
Der Palast in Antonio Visentini: Urbis Venetiarum prospectus celebriores ex Antonii Canal tabulis 38, Venedig 1742, Platea S. Pauli privatis aedibus ornata (Ausschnitt)

Da Giovanni Corner über die Abstammungslinie von San Polo in direkter Linie mit Caterina Corner verwandt war, der Königin von Zypern, verfügte dieser Zweig über gewaltige Mittel aus Grundeigentum und Kircheneinnahmen.
Giovanni Corner und seine Brüder gaben in der Decima des Jahres 1582 – einer 1463 eingeführten Abgabe auf Immobilienbesitz, die ursprünglich für die Abwehr der Osmanen eingezogen werden sollte – eine jährliche Einnahme von rund 4500 Dukaten an, die überwiegend von Gütern aus der Terraferma, dem venezianischen Teil Oberitaliens stammten. Diese umfassten 460 Campi im Gebiet von Vicenza (Schiavon und Breganze), 140 im Mestrino (Martellago), 220 im Gebiet von Treviso (Poisolo und Monestier) und 650 im Polesine. Sein frommes und bescheidenes Verhalten soll in starkem Kontrast zu diesem gewaltigen Vermögen gestanden haben.

### Ämterlaufbahn
Mittels seines Vermögens erwarb sich Corner 1571 einen Sitz im Großen Rat, der Generalversammlung der adligen, erwachsenen Männer Venedigs. Da einige Bände der im Staatsarchiv Venedig liegenden Codices der Segretario alle voci verschollen sind, ist über seine frühe Ämterlaufbahn kaum eine Aussage möglich.
Vom 2. August 1588 bis Dezember 1589 war Corner in Staatsdiensten beim Rat der Zehn, in den Jahren 1589 bis 1593 saß er immer wieder im Senat, dem Consiglio dei Pregadi. Vom 20. November 1592 bis zum 30. September 1593 urteilte er als Richter über die Pisani-und-Tiepolo-Bank. Ab dem 9. Oktober 1593 war er als Sovraprovveditore alla Giustizia nuova beschäftigt.

#### Capitano von Verona (1594–1597), Berater beim Zehnerrat (1597), Marktbeaufsichtigung
Einen auswärtigen Posten erhielt er erstmals ab dem 25. September 1594, nämlich als Capitano von Verona. Diesen Posten füllte er bis zum 24. Januar 1597 aus. Dennoch blieb er weiterhin immer wieder im Bereich von Handel und Finanzen tätig. So war er vom 9. Oktober 1596 bis zum 8. Februar 1597 an der Ternaria vecchia beschäftigt, der Zollstelle für Öl. Im Oktober 1596 gehörte er der Zonta des Senats an, einem Sondergremium mit beratender Funktion, vom 3. November 1596 bis zum 2. März 1597 war er Zensor, im Oktober 1597 Consigliere im Rat der Zehn, auch hier also wieder in beratender Funktion. Wieder in Angelegenheiten des Marktes, wie schon an der Ternaria mit Öl, so war er vom 10. Oktober 1598 bios September 1599 Provveditore sopra le Beccarie, beaufsichtigte also die Schlachter.

#### Podestà von Padua (1600) und Brescia (1603–1604), Senator, Vertreter von San Polo
Wieder auf dem Festland war er vom 28. Februar bis zum 15. August 1600 als Podestà von Padua tätig. Zusammen mit Antonio Priuli war er vom 9. April 1600 an mit der Strafjustiz befasst, wobei er einige Adlige, wie Federico Capodilista und Antonio Dotto, wegen einer Reihe von Delikten verurteilte. Im Oktober 1600 und 1601 saß er im Senat, am 19. März 1601 erscheint er als Consigliere für das venezianische Sestiere (einen der sechs Stadtteile), nämlich für San Polo.
Wieder wählte man ihn im Großen Rat zum Podestà, diesmal von Brescia. Dort residierte er ab dem 10. Januar 1603, womit er Giovanni Nani ablöste. Von Juni bis September 1603 musste er seinen Kollegen, den Capitano Nicolò Donà vertreten, so dass er nun auch mit der Fortifikation der Stadt befasst war. Besondere Schwierigkeiten bereiteten die Kämpfe innerhalb des Stadtadels, wie er dem Rat der Zehn nach Venedig berichtete. So erhielt er mehr Kompetenzen, um die Zustände ordnen zu können, wozu auch schwere Strafen gehörten. So ließ er am 10. Januar 1604 die Brescianer Adligen Giovan Battista und Alessandro Schillini enthaupten. Um das Banditentum in der Umgebung zu bekämpfen, nahm er Kontakt zum Podestà von Cremona auf, auch forderte der Senat ihn auf, nach Asola zu reisen, um den dortigen Konflikten ein Ende zu setzen. Ab da erinnerte die Kommune jedes Jahr festlich an diese Wiederherstellung der Ordnung.

#### Staatsfinanzen, Dogenwähler (1606), Prokurator von San Marco (1609)
Am 20. September 1604 war er Depositario an der Münzprägestätte, der Zecca, am 3. August 1605 Provveditore sopra il Monte vecchio. Damit erlangte er Aufsichtsbefugnisse über die venezianische Staatsschuld.
Bei der Dogenwahl von 1606, als Leonardo Donà gewählt wurde, unterstützte er als einer der 41 Elektoren Marcantonio Memmo. Im Oktober 1606 saß er wieder in der Zonta des Senats, wo er im Oktober 1607 und 1608 als Berater tätig war, als Consigliere.
Am 29. März 1609 wurde er zum Prokurator von San Marco de supra gewählt. Während der von ihm beaufsichtigten Restaurierungsarbeiten an der Markuskirche wurden – nicht zum ersten Mal – Reliquien entdeckt.

#### Verwaltungs- und Finanzposten, Kandidatur zum Dogen (1615)
Vom 28. Dezember 1609 bis Juni 1610, dann wieder vom 29. März bis September 1611 war er abermals Savio del Consiglio, am 3. September 1610 Provveditore an der Zecca. Vom 5. Januar 1611 bis April des Jahres, dann wieder vom 23. Februar 1613 bis Februar 1614 war er Savio alle Acque, dann vom 29. Oktober 1611 bis zum 28. Oktober 1613 Provveditore am Arsenal, wo Venedigs Schiffe gebaut wurden. Diesen Posten füllte er erneut vom 3. April 1615 bis zum 2. April 1617 aus.
Nach dem Tod des Dogen Marcantonio Memmo stellte sich Corner im November 1615 selbst zur Wahl. Diese lief zunächst auf eine Kandidatur gegen die Prokuratoren Agostino Nani und Nicolò Sagredo hinaus, doch nach zahlreichen Wahlvorgängen und Einmischungen der Signoria wählte man Giovanni Bembo.
Vom 8. April 1616 bis zum 1. Oktober 1618 war Corner Präsident bei der Esazione del denaro pubblico, womit er wieder mit den Geldern der Kommune zu hantieren hatte. Am 15. April 1616 war er einer der drei Deputati alla liberazione dei banditi, kümmerte sich also um die Befreiung der Verbannten. Vom 30. Juni bis Dezember 1616 war er erneut einer der Savi del Consiglio, vom 18. März bis zum 14. September Esecutore sopra il Campatico, also mit Abgaben auf Landbesitz betraut. Vom 24. Juli 1617 bis zum 4. Oktober 1619 war er erneut Savio alle Acque.
Mit dem Themenkreis der Gesundheit wurde er vom 23. September bis zum 15. Dezember 1617 als Provveditore alla Sanità befasst. Dann wieder war er vom 1. März bis Juni 1618 Savio del Consiglio. Am 8. März erhielt er ein ungewöhnliches Amt, nämlich das eines Provveditore sopra il quieto e pacifico vivere, er kümmerte sich also um das ruhige und friedvolle Leben in der Stadt.

#### Befassung mit dem Dogeneid (1618, 1623, 1624), Universität Padua, Bauhütte des Dogenpalasts
Im März 1618 gehörte er zu den fünf Correttori della promissione ducale, die die Aufgabe hatten, den Amtseid des Dogen zu überarbeiten. Doch diesmal trat Corner nicht zur Dogenwahl an, auch wenn er bei verschiedenen Abstimmungen Voten erzielte. Im Mai 1618, als der Doge Nicolò Donà verstorben war, wurde er erneut Correttore.
Doch dann wechselte er wieder auf die Terraferma, wo er vom 2. Juni 1618 bis zum 1. Juni 1620 als Riformatore allo Studio di Padova fungierte, erneut am 25. Februar 1623, also als Verantwortlicher für die Reformen an der Universität Padua.
Am 20. Juni 1619 sollte er Provveditore in Zecca werden, dann am 5. Februar 1621 wieder Provveditore sopra il quieto e pacifico vivere della città. Schließlich wurde er am 2. März 1623 mit dem Dogenpalast als Provveditore alla Fabbrica del palazzo befasst, am 16. September erneut mit der Gesundheit.
Im August 1623, als der Doge Antonio Priuli gestorben war, fungierte er nochmals als Correttore della promissione ducale, und er erzielte, obwohl er gar nicht zur Dogenwahl antrat, erneut Voten. Diese Wahl zum Correttore wiederholte sich am 13. Dezember 1624 nach dem Tod des Dogen Francesco Contarini.

### Das Dogenamt

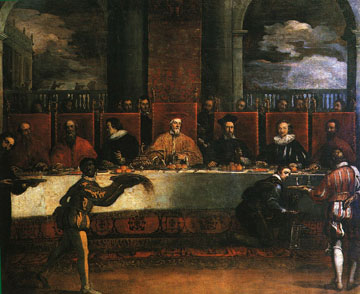
Bankett anlässlich der Wahl Corners, Filippo Zaniberti (1585–1636), entstanden nach 1625 (Detail)

#### Konflikte hinter der Wahl
Corner war nach heftigen Auseinandersetzungen zwischen den alten und den neuen Familien (case vecchie und case nove) erst im 42. Wahlgang, dann allerdings einstimmig zum Dogen gewählt worden. Dies hing damit zusammen, dass die Gruppen, die Agostino Nani und Francesco Erizzo unterstützten, sich nicht einigen konnten. Corner neigte den Case vecchie, den alten Familien zu, die konservativ waren und mit der römischen Kirche im Bündnis standen. Diesen standen diejenigen Männer gegenüber, die Feinde jeder kirchlichen Einmischung waren. Gegen die Wahl Corners zum Dogen stellten sich auch seine eigenen Söhne, insbesondere Alvise, der gerade von einer Gesandtschaftsreise aus Spanien zurückgekehrt war. Da die venezianischen Gesetze den Dogensöhnen untersagten, politische Ämter zu übernehmen, mussten Corners Söhne den Ausschluss aus der Politik fürchten. Als nach endlosen Wahlgängen und Absprachen keine Einigung erzielt werden konnte, einigte man sich, sogar einstimmig, auf Corner, der sich aus diesen Kämpfen weitgehend herausgehalten oder neutral agiert hatte. So wurde Corner am 4. Januar 1625 zum Dogen gewählt.

#### Nepotismus, Forderung Renier Zens nach Durchsetzung des Amtseids
Kaum gewählt, wandte er sich wegen einer Ausnahmegenehmigung für seine Söhne Alvise und Francesco an den Senat, die dieser auch zugestand. Seine Söhne versorgte er demzufolge mit einflussreichen und lukrativen Posten. Nach seiner Wahl behielten Alvise und Francesco, der mit der Tochter des ehemaligen Dogen Antonio Priuli verheiratet war, ihre Ämter als Senatoren. Sein Sohn Federico wurde nach Intervention des Vaters beim Vatikan, zu dem die Corner traditionell gute Beziehungen unterhielten, Bischof von Vicenza und Kardinal. Der vierte Sohn, Marcantonio, wurde Priester an San Marco. Der jüngste Sohn Giorgio fiel durch seine kriminelle Energie bei der Umgehung venezianischer Handelsgesetze auf. Einer seiner Vettern schließlich war Consigliere des Dogen. Im Januar 1626 erhob Papst Urban VIII. den ältesten Sohn Corners, Federico, zum Kardinal. Obwohl die Gesetze den Dogensöhnen verboten, kirchliche Pfründe zu erlangen, behauptete Corner, es handle sich nur um eine Würde. Als einziger wagte es Nicolò Contarini, Savio del Consiglio, dem Vorgehen bescheiden zu widersprechen. Doch ergriff auch er keinerlei Initiative, dies zu verhindern. Im Gegenteil wurden Federico und Marcantonio auf Kosten der Republik nach Rom entsandt. Federico, bereits Bischof von Bergamo, wurde nun auch noch Bischof von Vicenza, obwohl der Rechtsgelehrte Fra' Fulgenzio Micanzio negativ gutachtete. Im August wurde einer von Corners Kognaten, Daniele Dolfin, Consigliere für das Sestiere San Marco und im März 1627 wurde Giorgio, sein Jüngster, in die Zonta dei Pregadi gewählt.
Die Anhäufung von Ämtern in der Familie wurde von einem Mitglied des Zehnerrats, Renier Zen, öffentlich kritisiert. Zen, der bereits die illegalen Praktiken des Dogen Priuli aufgedeckt hatte, drohte, den Dogen vor Gericht zu bringen. Zen wurde jedoch zunächst aus dem Rat der Zehn verbannt. Im September 1627 erhielten Corners Söhne Francesco und Alvise, obwohl sie nur in der beratenden Zonta saßen, das volle Recht der Abstimmung, das sonst nur den Senatoren zustand. Zen forderte die Ankläger der Kommune, die Avvogadori di Comun auf, die im Juli ergangene Ausnahmeregelung zugunsten der Dogensöhen zu kassieren. Jede Entscheidung über Verfehlungen gegen den Amtseid sollte vor den Großen Rat kommen. Corner musste zurückrudern und eingestehen, dass er die Bestimmungen seines Amtseides nicht genau genug ausgelegt hatte. Nun fürchteten einige Unterstützer Zens, dass die Stadt in schwere Konflikte geraten würde, die ja sowieso schon in zenisti und corneristi zerstritten war. Der englische Botschafter Isaac Wake sah bereits einen Bürgerkrieg voraus. Hauptziel des Zen war seiner Meinung nach der Sturz des Dogen. Corner gab sich als schwach und alt und bot zum Schein an, auch zurücktreten zu können. Die Ermahnung Zens wurde in einer tumultuosen Senatssitzung annulliert. Doch vor dem Großen Rat setzte Zen durch, dass nicht nur der Rat der Zehn als Gesamtheit, sondern auch ein einzelner Rat den Dogen ermahnen durfte.

#### Attentat auf Renier Zen (1627), Verurteilung und Freispruch; Rücktritt des Sohnes Federico (1629)
Am 30. Dezember 1627 wurde Zen beim Verlassen des Dogenpalastes überfallen und schwer verletzt, einer der Attentäter soll Giorgio Corner gewesen sein. Dieser floh aus der Stadt. Er wurde auf die Terraferma verbannt, sein Immobilienbesitz wurde eingezogen, sein Name aus dem Libro d’Oro, dem Goldenen Buch, in dem alle Adligen verzeichnet waren, getilgt. Ein weiterer Verwandter Corners, Michele Priuli, wurde gleichfalls verdächtigt, hinter dem Attentat zu stecken, doch wurde das Verfahren niedergeschlagen. Corner enterbte in seinem Testament vom 6. Januar 1628 seinen Sohn Giorgio.
Am 23. Juli 1628 verlangte Zen vor dem Großen Rat, dass die Bestimmungen des Amtseides auch auf die Kleriker der Cornerfamilie anzuwenden seien. Die Corner brachten im Gegenzug zu Zens Angriffen gegen die Familie ihrerseits eine Mehrheit im Rat der Zehn zusammen, der den unerbittlichen „Inquisitor“ für zehn Jahre aus Venedig verbannte. In der Folge kam es zu Unruhen in der Stadt und die Gefahr eines Bürgerkriegs zeichnete sich ab. Daraufhin trat am 17. September 1629 das Gericht der Quarantina General zusammen, das das Urteil gegen Zen aufhob. Federico, den der Papst zum Bischof von Padua erhoben hatte, trat spontan von seinem Amt zurück, nachdem der Senat den Papst gebeten hatte, seine Entscheidung zu revidieren.

#### Tod und Beisetzung
Corner starb wenige Monate später, am 22. Dezember. Er wurde in der Familienkapelle der Kirche San Nicola da Tolentino neben seiner Frau beigesetzt. Ursprünglich hatte Corner seine Grabstätte in der Eremitage von Rua im Paduanischen vorgesehen, wo er eine Familienkapelle hatte errichten lassen. Sein Neffe Federico ließ zu seinem Gedenken ein Grabmonument in San Nicola errichten. Dieses wurde später vom Dogen Giovanni II. Corner durch das heute dort befindliche Monument ersetzt.